# Urkers

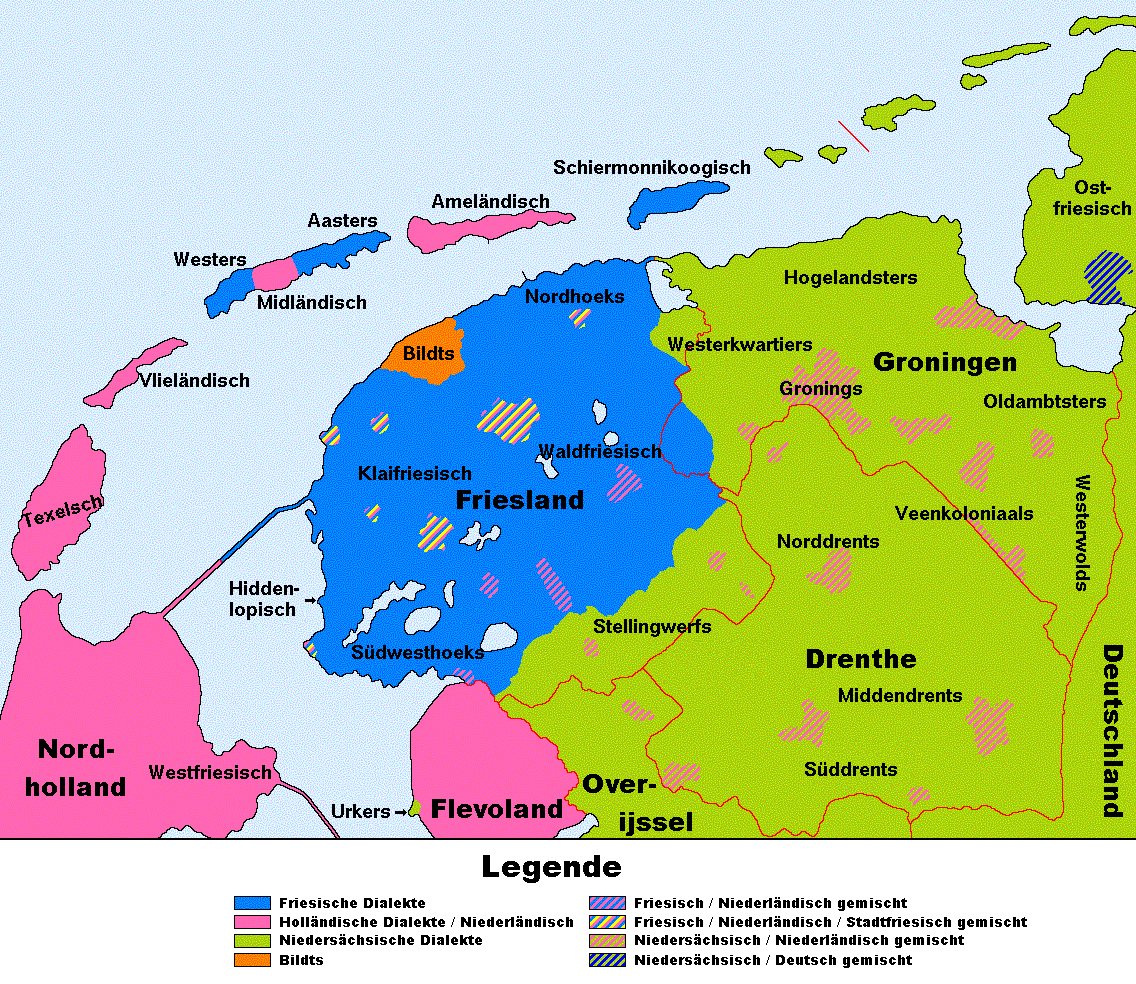
Das Urkers (unten, Mitte) innerhalb der Sprachenlandschaft der nördlichen Niederlande

Urkers ist ein niedersächsischer Dialekt, der in der Gemeinde Urk im Norden der Provinz Flevoland gesprochen wird. Er bildet einen Übergang von den niedersächsischen zu den niederfränkischen Mundarten, zu denen auch das Standardniederländische gehört. Daher unterscheidet er sich in vielen Punkten vom norddeutschen Niedersächsisch, beziehungsweise Plattdeutsch.
Der Autor Gerrit Pasterkamp hat Bücher in Urkers geschrieben, darunter Übersetzungen von Psalmen und Belletristisches.